# Mickey 17
Mickey 17 is een Amerikaans-Zuid-Koreaans-Britse komische sciencefictionfilm uit 2025, geschreven en geregisseerd door Bong Joon-ho. De film is gebaseerd op de roman Mickey7 van Edward Ashton uit 2022. De hoofdrollen worden vertolkt door Robert Pattinson, Naomi Ackie, Steven Yeun, Toni Collette en Mark Ruffalo.

## Verhaal
Om van de aarde af te komen, meldt Mickey Barnes zich aan als een "expendable", een wegwerpmedewerker waarbij na de dood telkens een nieuw lichaam wordt geprint met de meeste van zijn herinneringen intact. Nadat versie Mickey 17 onbedoeld een menselijke expeditie overleeft om de ijswereld Niflheim te koloniseren, gaat hij de strijd aan met de nieuwe duplicaat Mickey 18. Zij worden "multiples", hetgeen verboden is.

## Rolverdeling
| Acteur            | Personage                    |
| ----------------- | ---------------------------- |
| Robert Pattinson  | Mickey Barnes en Mickey 2-18 |
| Naomi Ackie       | Nasha Adjaya                 |
| Steven Yeun       | Berto                        |
| Toni Collette     | Gwen Johansen                |
| Mark Ruffalo      | Hieronymous Marshall         |
| Holliday Grainger | Gemma                        |

## Productie
In januari 2022 werd een verfilming van Edward Ashtons sf-roman Mickey7 aangekondigd, met Bong Joon-ho die het script zou schrijven, regisseren en produceren voor Warner Bros. Pictures. In mei 2022 werd Robert Pattinson bevestigd voor de hoofdrol, met Naomi Ackie, Toni Collette en Mark Ruffalo die zich bij de cast voegden. In juli werd Steven Yeun toegevoegd aan de cast.

### Filmopnames
De filmopnames gingen op 22 augustus 2022 van start in de Leavesden Studios en werden afgerond in december 2022.

## Release en ontvangst
Mickey 17 ging op 15 februari 2025 in première op het Internationaal filmfestival van Berlijn in de Berline Special-sectie. Oorspronkelijk zou de film op 29 maart 2024 in de bioscoop uitkomen. In januari 2024 werd de film echter voor onbepaalde tijd van het releaseschema gehaald vanwege de SAG-AFTRA-staking in 2023. De film ging op 7 maart 2025 in première in de Amerikaanse bioscopen.
De film kreeg overwegend positieve kritieken van de filmcritici, met een score van 77% op Rotten Tomatoes, gebaseerd op 306 beoordelingen.

### Kassaopbrengsten
Mickey 17 ging op 28 februari 2025 in Zuid-Korea in première en scoorde het hoogste debuut voor Warner Bros. na de coronapandemie, met een brutoopbrengst van 1,7 miljoen Amerikaanse dollar op zijn openingsdag. De film bracht in het openingsweekend in toaal 9 miljoen dollar op.
Mickey 17 ging in de Amerikaanse bioscopen in première met de verwachting van een bruto-opbrengst in het openingsweekend van 20 miljoen Amerikaanse dollars in 3807 bioscopen. De film bracht uiteindelijk 19,1 miljoen dollar op in zijn openingsweekend en eindigde daarmee op de eerste plaats aan de kassa. Op 9 maart 2025 had de film, samen met de opbrengst van 24 miljoen dollar in de andere gebieden, een totale opbrengst van 53,3 miljoen dollar.